# 马图韦尔迪
马图韦尔迪是巴西米纳斯吉拉斯州的一个市镇。总面积474446平方公里，总人口12989人，人口密度0人/平方公里。